# 미나토노미에루오카 공원 (요코하마시)
미나토미에루오카 공원(港の見える丘公園→항구가 보이는 언덕 공원)은 일본 가나가와현 요코하마시 나카구 야마테에 있는 공원이다.
1962년에 개원하였다. 명칭은 유행가 항구가 보이는 언덕에서 유래한다.